# Robert Šimrak
Robert Šimrak (Zagreb, 5. lipnja 1967.) hrvatski je slikar i grafičar.

## Životopis
Rođen je u Zagrebu 5. lipnja 1967. godine. Diplomirao je 1992. godine na Akademiji likovnih umjetnosti u Zagrebu. Na istoj Akademiji predaj od 1995. godine.
U svome radu se oslanja na naslijeđe konstruktivizma i pop-arta. Najčešće se služi ikonografijom stripa, filma i reklama.

## Djela
- Lego, Zagreb, 2000.
- Wireframe, Zagreb, 2008.

### Mrežna sjedišta
- Šimrak, Robert. Hrvatska enciklopedija LZMK. Pristupljeno 29. svibnja 2025.